# Carl Schädler

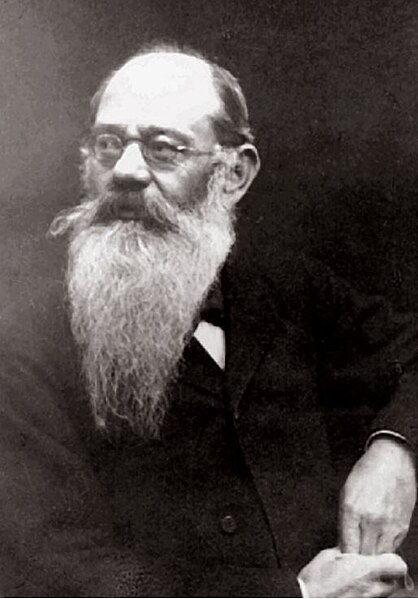
Carl Schädler

Carl Schädler (* 26. Januar 1850 in Vaduz; † 23. Dezember 1907 ebenda) war ein liechtensteinischer Ingenieur, Landtagsabgeordneter und Mäzen.

## Biografie
Carl Schädler wurde im Januar 1850 als Sohn des Arztes und späteren Landtagspräsidenten Karl Schädler geboren. Anders als seine älteren Brüder Rudolf und Albert schlug er keine Laufbahn als Arzt ein. Stattdessen interessierte er sich für Technik. Er besuchte die Realschulen in Freiburg im Breisgau und im Kanton Schwyz. Sein technisches Berufsstudium machte er am Polytechnikum in Zürich und Stuttgart. 1872 schloss er sein Studium ab. Schädler war nun von 1872 bis 1881 als Ingenieur bei dem Staatseisenbahnbau in Württemberg tätig. Von 1882 bis 1890 arbeitete er als selbständiger Bauunternehmer und war als solcher zuerst beim Bau der neuen Strasse von Dornbirn nach Alberschwende, dann bei den Donauregulierungsarbeiten bei Ulm tätig. Des Weiteren leitete er den Bau einer Sektion der Eisenbahnverbindung zwischen Freudenstadt und Hausach sowie den Bau einer Verbindungsbahn in Barmen und Rittershausen. Kurz nach Vollendung der Verbindungsbahn, wurde ihm 1890 von der Berliner Disconto-Gesellschaft angeboten sich als Unternehmer bei dem Bau der „Grossen Venezuela-Bahn“ in Venezuela zu beteiligen. Dem Angebot folgend übernahm er den Bau einer Teilstrecke von 35 Kilometer Länge, was auch über 50 Tunnelbauten, viele Brücken und Viadukte beinhaltete. Schädler reiste mit einem Schiff voll italienischer technischer Hilfskräfte zu seiner neuen Baustelle. Trotz schwieriger Arbeitsbedingungen vollendete er den Bau in kürzester Zeit zur Zufriedenheit seiner Auftraggeber. Nach der erfolgreichen Beendigung des Projekts kehrte er im November 1893 nach Vaduz zurück. Im März 1894 erhielt er von der venezolanischen Regierung in Anerkennung seiner dortigen Tätigkeit einen Orden.
Der finanzielle Erfolg seines bisherigen Lebens ermöglichte es Schädler sich in Liechtenstein zur Ruhe zu setzen. Seine technischen Kenntnisse stellte er interessierten Privatpersonen und Gemeinden unentgeltlich zur Verfügung. 1894 wurde er erstmals in den Landtag gewählt. Bei den folgenden Wahlen wurde er jeweils wiedergewählt und gehörte dem Landtag bis zu seinem Tod an. Um die liechtensteinische Wirtschaft zu fördern kaufte er die Alp Gaflei und errichtete dort mit grossem Kostenaufwand eine modernen Anforderungen entsprechende Kuranstalt. 1898 betrieb er den Bau des von Fürst Johann II. bezahlten Fürstensteiges und finanzierte das Wegstück vom Gafleisattel bis auf die Kuhgratspitze sowie weitere Gebirgswege. Des Weiteren betätigte sich Schädler, selbst ein sehr gläubiger Mann, auch karitativ. So unterstützte er wohltätige und gemeinnützige Einrichtungen und war vor allem in Vaduz als Unterstützer allerlei kulturellen, wohltätigen und gemeinnützigen Bestrebungen aktiv.

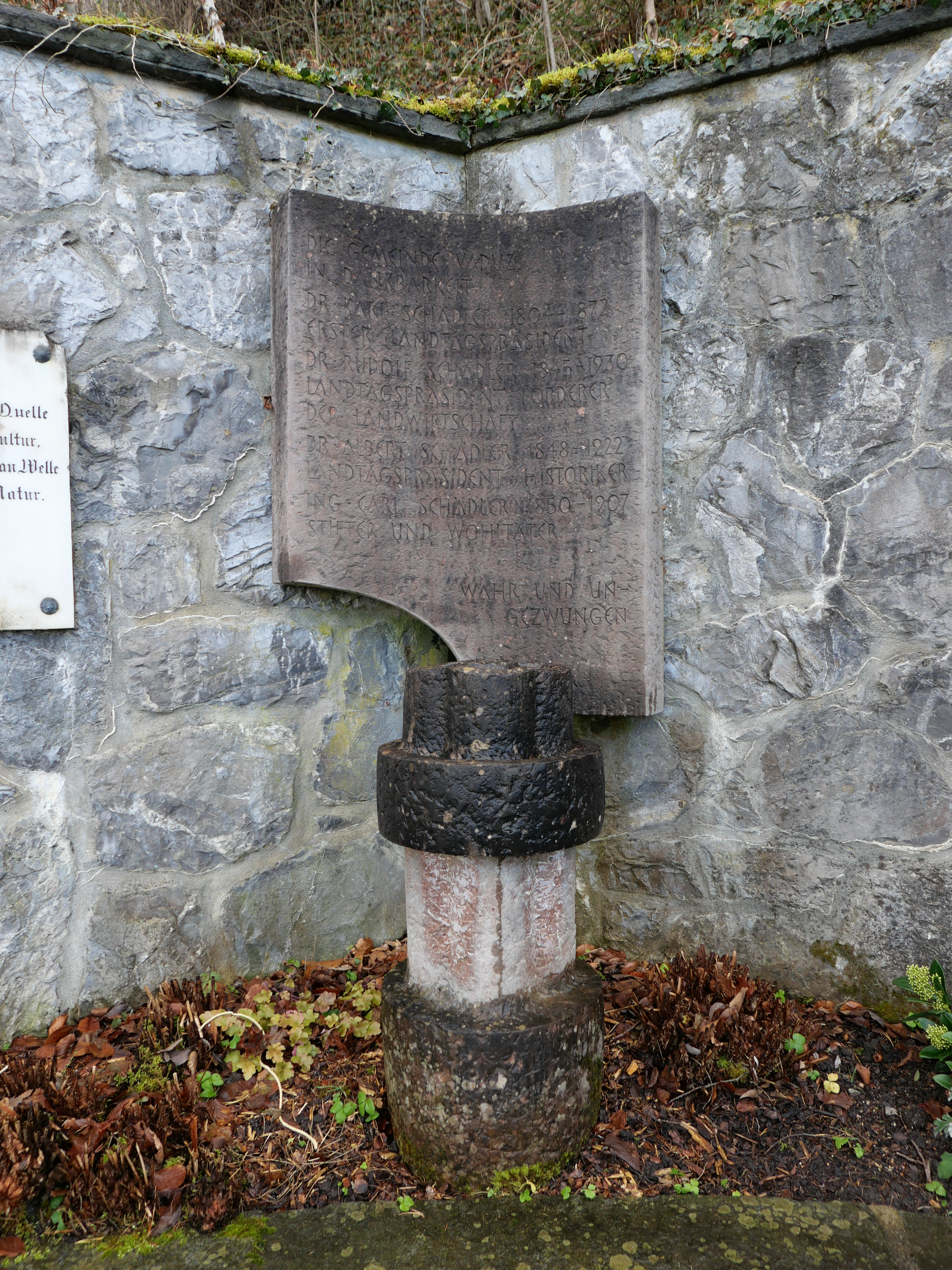
Die Gedenktafel auf dem Friedhof Vaduz.

Schädler blieb unverheiratet. In seinem März 1904 verfassten Testament schenkte er dem Land Liechtenstein 60.000 Kronen zur Stiftung eines Realschulfondes, mit dessen Zinsen jährlich das Gehalt eines zweiten Lehrers an der neu zu schaffenden Unterrealschule in Vaduz gezahlt werden sollte. Weitere 25.000 Kronen sollten zur Stiftung von zwei Studienstipendien für die Schädlersche Familie verwendet werden. Die Gemeinde Eschen und Triesen erhielten jeweils 4000 Kronen für ihre Armenhäuser. Die Gemeinde Vaduz bekam das Grundstück „Marktplatz“, sowie 2000 Kronen für ihr Armenhaus. 10.000 Kronen erhielt Gemeinde Balzers für den Bau einer neuen Kirche. Des Weiteren waren 3000 Kronen dazu bestimmt in einer Stiftung angelegt zu werden, sodass die Gemeindeverwaltung von Vaduz mit den Zinsen Musik und Gesang fördern sollte.

Die Gemeinde Vaduz brachte «in Dankbarkeit» auf dem Friedhof eine Gedenktafel für Schädler als «Stifter und Wohltäter», wie auch für seinen Vater und seine beiden Brüder an. Sie trägt die Aufschrift: 
«WAHR UND UNGEZWUNGEN»